# Алмейда Рего, Алфредо
Алфре́до де Алме́йда Рего (порт. Alfredo de Almeida Rego), более известный под именем До́ка (порт. Doca; 14 мая 1905 Сантана-ду-Ливраменту, Риу-Гранди-ду-Сул — 30 июля 1988, Рио-де-Жанейро) — бразильский футболист, нападающий. Участник первого чемпионата мира, прошедшего под эгидой ФИФА. Но на турнире Дока был в качестве туриста, его и полузащитника Умбе́рто де Арау́жо Беневену́то не включили в официальную заявку сборной Бразилии, состоявшую из 22 игроков. Его старший брат Жилберту де Алмейда Регу на чемпионате мира 1930 был арбитром в поле в 3 матчах и лайнсменом в 2 играх. Жилберту был также членом технической комиссии сборной Бразилии на турнире.

## Биография
Алфредо начал карьеру футболиста в столичном «Маккензи» в 1923 году, который на тот момент выступал в высшем дивизионе чемпионата штата. В первый же год выиграл Турнир открытия чемпионата Кариоки, обыграв в финале «Фламенго». По итогам 1924 года «Маккензи» вылетел из высшего дивизиона и впоследствии прекратил выступать в футбольных соревнованиях.
С 1926 по 1932 год Дока выступал за другую команду из Рио — «Сан-Кристован». В первом же сезоне Дока помог своей новой команде стать чемпионом штата, причём этот титул до сих пор остаётся единственным в истории «Сан-Кристована».
В 1933—1935 годах Алфредо выступал за одну из популярнейших команд Бразилии, «Фламенго». За три сезона в составе «рубро-негрос» Дока сыграл в 30 матчах и отметился шестью забитыми голами, после чего завершил карьеру футболиста.
В 1930 году Дока в составе сборной Бразилии принял участие в первом чемпионате мира, организованном ФИФА в столице Уругвая Монтевидео. Он не сыграл на турнире ни одного матча, однако всё же провёл в том году один матч за национальную команду. Это была товарищеская игра против сборной США (полуфиналиста прошедшего мундиаля) в Рио-де-Жанейро, прошедшая 17 августа на стадионе «Флуминенсе» Дас-Ларанжейрас. Бразильцы победили со счётом 4:3, а Дока отметился третьим забитым мячом в ворота американцев.
Алфредо де Алмейда Рего был одним из лидеров баскетбольной команды «Сан-Кристован». Клуб два года подряд становился чемпионом Кариока, в 1929 и 1930 годах. Капитаном команды был старший брат Алфредо, футбольный арбитр Жилберту де Алмейда Регу. В команде также играл ещё один их брат Ари де Алмейда Рего.
Алфредо де Алмейда Рего прожил дольше всех из указанных братьев, он умер от сепсиса 30 июля 1988 года в Рио-де-Жанейро. Неверная дата смерти Алфредо в 1956 г. скорее всего связана с другим братом, Моасиром де Алмейда Рего, скончавшимся 4 июля 1956 от инфаркта.

## Награды и достижения
- Чемпион штата Рио-де-Жанейро (1): 1926
- Чемпион штата Рио-де-Жанейро по баскетболу (2): 1929, 1930
- Турнир открытия Лиги Кариоки (1): 1923
- Победитель Турнира экстра Рио-де-Жанейро (1): 1934